# UFC 176
UFC 176: Aldo vs. Mendes 2（ユーエフシー・ワンセブンティシックス：アルド・バーサス・メンデス・ツー）は、アメリカ合衆国の総合格闘技団体「UFC」の大会の一つ。2014年8月2日、カリフォルニア州ロサンゼルスのステイプルズ・センターで開催予定であった。

## 大会概要
メインイベントのUFC世界フェザー級タイトルマッチに出場予定だったジョゼ・アルドが首の怪我で欠場したため、代わりのメインイベントとして女子バンタム級王者のロンダ・ラウジーの試合を計画するも、負傷を理由に断られ大会自体が中止となった。

## 予定されていたカード
大会自体が消滅したため、予定されていた対戦カードは別大会で開催されることとなった。
ウェルター級ワンマッチ 5分3R
 マット・ドゥワイヤー vs.  アレックス・ガルシア
中止
ライト級ワンマッチ 5分3R
 ベネイル・ダリウシュ vs.  トニー・マーティン
UFC Fight Night: Henderson vs. dos Anjosへ変更
ライト級ワンマッチ 5分3R
 トニー・ファーガソン vs.  ダニー・カスティーリョ
UFC 177: Dillashaw vs. Sotoへ変更
ライト級ワンマッチ 5分3R
 ボビー・グリーン vs.  アベル・トルヒーヨ
中止
ミドル級ワンマッチ 5分3R
 ロレンツ・ラーキン vs.  デレク・ブランソン
UFC 177: Dillashaw vs. Sotoへ変更
ライト級ワンマッチ 5分3R
 ジェームス・ヴィック vs.  ヴォウミール・ラザロ
UFC Fight Night: Henderson vs. dos Anjosへ変更
フライ級ワンマッチ 5分3R
 ジュシー・フォルミーガ vs.  ザック・マコウスキー
UFC Fight Night: Bader vs. St. Preuxへ変更
女子バンタム級ワンマッチ 5分3R
 ベッチ・コヘイア vs.  シェイナ・ベイズラー
UFC 177: Dillashaw vs. Sotoへ変更
ライト級ワンマッチ 5分3R
 グレイ・メイナード vs.  ファブリシオ・カモエス
UFC Fight Night: Bader vs. St. Preuxへ変更
ミドル級ワンマッチ 5分3R
 ホナウド・ジャカレイ vs.  ゲガール・ムサシ
UFC Fight Night: Jacare vs. Mousasiへ変更
UFC世界フェザー級タイトルマッチ 5分5R
 ジョゼ・アルド vs.  チャド・メンデス
UFC 179: Aldo vs. Mendes 2へ変更